# Partido Gerindra
O Partido do Movimento Grande Indonésia (em indonésio: Partai Gerakan Indonesia Raya), mais conhecido pelo acrônimo Gerindra, é um partido político indonésio classificado como de direita à extrema-direita, tendo caráter nacionalista, protecionista, populista e socialmente conservador. Fundado em 2008, o Gerindra serve como um veículo político para o ex-general e atual presidente indonésio Prabowo Subianto.
O Gerindra participou pela primeira vez nas eleições legislativas de 2009 e garantiu 26 assentos na Câmara dos Representantes. Na eleição presidencial, Prabowo concorreu como candidato a vice-presidente com Megawati Soekarnoputri do Partido Democrata Indonésio da Luta, mas foi derrotado pelo presidente em exercício, Susilo Bambang Yudhoyono (SBY). O partido tornou-se então a oposição ao governo SBY. Em 2014, ficou em terceiro lugar nas eleições legislativas e Prabowo concorreu contra Joko Widodo (Jokowi) nas eleições presidenciais, mas perdeu. O Gerindra mais uma vez tornou-se a oposição ao governo. Nas eleições legislativas de 2019, o Gerindra obteve o segundo lugar em votos. Prabowo disputou contra Jokowi e perdeu novamente. Contudo, depois que Prabowo se reconciliou com Jokowi em julho de 2019, o Gerindra juntou-se à coalizão governamental, com Prabowo mais tarde sendo nomeado Ministro da Defesa. Em 2024, Prabowo concorreu a presidência e venceu as eleições no primeiro turno.

## Ideologia
A identidade do Gerindra está enraizada no nacionalismo, no populismo, na religião e na justiça social. Em fevereiro de 2019, o membro do conselho central do partido, Andre Rosiade, descreveu o Gerindra como "nacionalista religioso". As opiniões externas sobre a orientação do partido variam, sendo que enquanto acadêmicos e observadores nacionais o classificaram como um partido nacionalista, os internacionais o descreveram como um partido secular de postura nacionalista à ultranacionalista. O partido possui uma ala interna islâmica (Gerakan Muslim Indonesia Raya), uma cristã (Gerakan Kristiani Indonesia Raya) e uma hindu-budista (Gerakan Masyarakat Sanathana Dharma Nusantara).
Em seu manifesto político, Gerindra assumiu posições sobre várias questões. Na política, o Gerindra busca reformular o sistema político indonésio, rejeitando a democracia liberal por considerá-la contraproducente. O partido defende uma democracia "culturalmente alinhada", enfatizando uma liderança nacional robusta baseada na Pancasila e na Constituição. Na economia, defende o populismo econômico, criticando a economia liberalista da Indonésia pós-Suharto. O partido busca maior envolvimento do Estado, rejeita o aumento da dívida externa, opõe-se à privatização de empresas estatais, pede a reavaliação de leis que favorecem entidades estrangeiras e favorece a reintrodução de medidas da era da Nova Ordem. O Gerindra geralmente rejeita a liberalização econômica e apoia medidas protecionistas, ao mesmo tempo em que apoia alguma desregulamentação para apoiar o empreendedorismo por parte de pequenas e médias empresas. O Gerindra segue uma plataforma econômica populista e nacionalista, visando a classe média baixa, como fazendeiros e pescadores, embora seus apoiadores nas eleições gerais de 2014 fossem desproporcionalmente moradores urbanos.
Na política externa, Prabowo expressou o desejo de laços diplomáticos mais estreitos com a China e a Índia, ao mesmo tempo em que pedia distância do Ocidente. Ele propôs um plano de paz para acabar com a Guerra Russo-Ucraniana, envolvendo a realização de referendos em áreas disputadas entre os dois países, o que foi posteriormente condenado pela Ucrânia. Em janeiro de 2022, Prabowo expressou abertura à normalização das relações Indonésia-Israel.

## Resultados eleitorais

### Eleições legislativas
| Data | Assentos | Votos      | %      | +/- | Status                          |
| ---- | -------- | ---------- | ------ | --- | ------------------------------- |
| 2009 | 26 / 560 | 4.642.795  | 4,46%  | 26  | Oposição                        |
| 2014 | 73 / 560 | 14.760.371 | 11,81% | 47  | Oposição                        |
| 2019 | 78 / 575 | 17.594.839 | 12,57% | 5   | Oposição (2019)                 |
| 2019 | 78 / 575 | 17.594.839 | 12,57% | 5   | Governo de coalizão (2019-2024) |
| 2024 | 86 / 580 | 20.071.345 | 13,22% | 8   | Governo de coalizão             |

### Eleições presidenciais
| Data | Candidato(a)          | Vice                   | Votos no 1.º turno | %      | Resultado  | Votos no 2.º turno | % | Resultado |
| ---- | --------------------- | ---------------------- | ------------------ | ------ | ---------- | ------------------ | - | --------- |
| 2009 | Megawati Sukarnoputri | Prabowo Subianto       | 32.548.105         | 26,79% | Não eleito |                    |   |           |
| 2014 | Prabowo Subianto      | Hatta Rajasa           | 62.576.444         | 46,85% | Não eleito |                    |   |           |
| 2019 | Prabowo Subianto      | Sandiaga Uno           | 68.650.239         | 44,50% | Não eleito |                    |   |           |
| 2024 | Prabowo Subianto      | Gibran Rakabuming Raka | 96.214.691         | 58,59% | Eleito     |                    |   |           |